# 布萊恩·墨菲
布萊恩·墨菲（英語：Brian Murphy；1983年5月17日—）是一位愛爾蘭足球運動員，在場上的位置是守門員。現效力於愛超球隊禾達福特。他也代表愛爾蘭國家足球隊參加比賽。